# Havermout

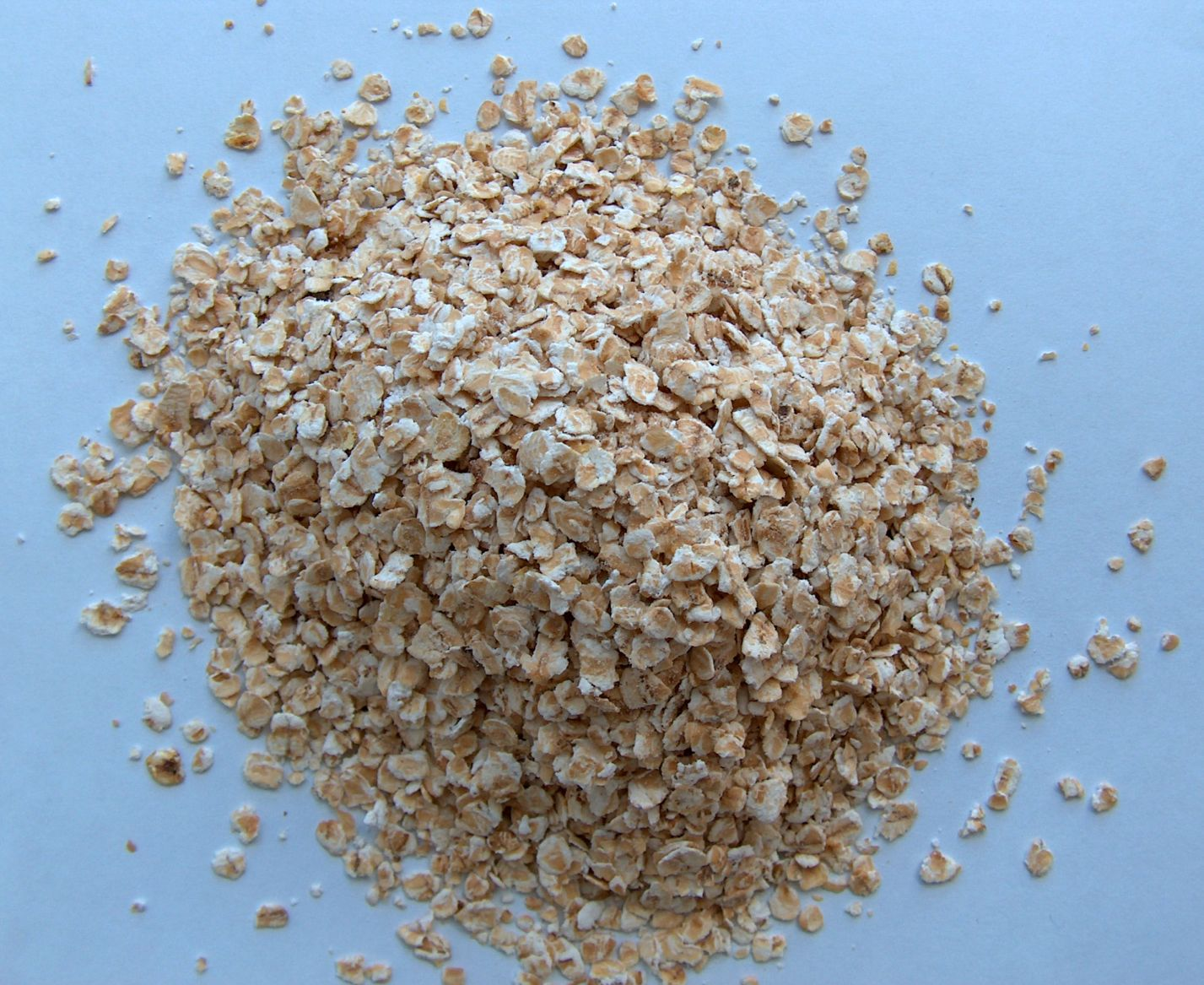
Havermout

Havermout is gedroogde, gepelde en geknipte haver. Havermout wordt gebruikt als ontbijt in papvorm, als ingrediënt van muesli en kan in brood en gebak worden toegepast.
Omdat havermout net zoals andere volkorengranen veel voedingsvezels bevat is het een gezond voedingsmiddel.

## Productie
De haverkorrel wordt gewassen en ontdaan van het kroonkaf, deze buitenste schutblaadjes van de graankorrel zijn niet eetbaar. De haver wordt langs een pelsteen gevoerd, die de kroonkafjes van de korrel wrijft. De korrels worden vervolgens verhit en in stukjes geknipt die worden gestoomd en plat gewalst. Voor volkoren havermout worden de korrels eenmaal doormidden geknipt, de kooktijd voor de bereiding tot pap is daardoor langer. De haverkorrels voor snelkookhavermout zijn meerdere malen gebroken, het resultaat is een meer korrelige structuur, dit verkort de kooktijd. Kant-en-klaarhavermout is een soort poeder, de haver is eerst voorgekookt en daarna fijngemalen.

## Gezondheid
Volgens deskundigen is havermout een gezonde toevoeging aan het voedingspatroon, omdat het tijdens de spijsvertering bindt met galzout, waardoor dit niet geresorbeerd wordt maar via de ontlasting het lichaam verlaat. Omdat galzouten in het lichaam gemaakt worden uit cholesterol, biedt het regelmatig eten van havermout een natuurlijke manier om de cholesterolspiegel omlaag te brengen.
Haver is van nature glutenvrij. Omdat haver, haverkorrels, havermout en havermeel verwerkt kunnen worden in bedrijven waar ook tarwe verwerkt wordt, kunnen ze sporen van gluten bevatten en zijn dan ongeschikt voor een glutenvrij dieet. Glutenvrije havermout is verkrijgbaar.
Havermout bestaat net als andere granen voor het grootste gedeelte (voor havermout 62-63%) uit koolhydraten. De glykemische index is echter lager dan bij andere granen; dat betekent dat de bloedsuikerspiegel minder snel stijgt na het nuttigen van havermout. Dit heeft waarschijnlijk te maken met een complexere structuur van de koolhydraten en mindere aanwezigheid van korte koolhydraten zoals suikers. De exacte samenstelling van de koolhydraten in havermout is nog niet bekend. Uiteindelijk worden alle koolhydraten opgenomen en is er geen verschil met andere granen in calorische waarde.
Havermout zou de productie van moedermelk tijdens de borstvoedingsperiode verhogen, maar daar is geen solide bewijs voor.

## Mouten van haver
Haver voor de bereiding van pap en dergelijke wordt niet gemout. Dit is wel noodzakelijk als van haver bijvoorbeeld bier wordt gemaakt. Na het pellen wordt de haver dan 48 uur geweekt en vervolgens treedt gedurende vijf dagen ontkieming op. Er ontstaan tijdens dit proces enzymen, de moutkorrels worden dan groenmout genoemd. Om verdere ontkieming te stoppen, wordt de haver gedroogd bij een temperatuur van vier graden Celsius en vervolgens geëest. Hierna worden op mechanische wijze de wortelkiemen van de korrels verwijderd.

## Graanvlokken
Van andere granen worden op dezelfde wijze graanvlokken gemaakt, die bijvoorbeeld worden gebruikt in muesli en andere ontbijtgranen.